# Sylvain Vouillemin
Sylvain Vouillemin (Charleroi, 21 maart 1910 – Luik, 12 mei 1996) was een Belgisch muziekpedagoog en componist.
Hij was zoon van Julia Thorus en loodgieter Albert Vouillemin. Hij kreeg zijn muziekonderwijs aan het Brussels conservatorium van docenten Fernand Quinet, Raymond Moulaert en Joseph Jongen. Hij behaalde er eerste prijzen op het gebied van harmonieleer (1931), contrapunt (1932) en piano en fuga (1934).
Al tijdens die studie werd hij docent (professeur) harmonieleer aan het Conservatorium Charleroi, maar dat verschoof weer naar Brussel, alwaar hij in 1933 docent harmonieleer werd en in 1935 docent piano. In 1947 was hij terug in Charleroi als directeur van het conservatorium aldaar. In die hoedanigheid was hij initiatiefnemer en dirigent bij de Populaire Symfonische Concerten aldaar. Hij stond daarin voor het Luiks Symfonieorkest, het Nationaal Orkest van België en de orkesten van Nationaal Instituut voor de Radio-omroep en Radio-Télévision belge de la Communauté française. In 1963 werd hij directeur van het Luiks conservatorium; in 1975 ging hij er met pensioen.  
Op compositorisch gebied zijn enigszins bekend geworden 
- cantate L’enfant prodique, dat in 1939 een tweede prijs kreeg toebedeeld binnen de Prijs van Rome
- Poème symphonique L’eau, dat in 1939 de prijs Guillaume Lekeu verkreeg en werd op langspeelplaat vastgelegd door Marcel Quinet en het orkest uit Luik
- Scherzo voor symfonieorkest, kreeg de Prijs Agniez en
- Trois mouvements symphoniques, dat in 1947 de César Franckprijs kreeg toebedeeld.

Dat laatste was wellicht te verwachten, want Vouillemin was als componist sterk beïnvloed door componist Franck, alhoewel ook invloeden van het impressionisme te horen zijn.  
Hij was ook enige jaren vicevoorzitter van Sabam en was jurylid bij de categorie compositie bij de Koningin Elisabethwedstrijd in 1971, 1972 en 1975.
- Bibliothèque nationale de France: cb14779836r (data)
- Gemeinsame Normdatei: 1072064073
- International Standard Name Identifier: 0000 0001 1452 142X
- Library of Congress Control Number: nr89002713
- MusicBrainz: 6ab3e8e8-1719-48e7-8d4b-0794d3d90696
- Virtual International Authority File: 93481675
- WorldCat: E39PBJkdjk6hp4bfVKfQ8XqJDq